# Fast Company
Fast Company er en amerikansk stumfilm fra 1924 af Robert F. McGowan.

## Medvirkende
- Joe Cobb som Joe
- Jackie Condon som Jackie McChicken
- Mickey Daniels som Mickey
- Allen Hoskins som Farina
- Jack Davis som Jack McChicken
- Mary Kornman som Mary
- Ernie Morrison som Ernie